# Courmelles
Courmelles es una comuna francesa situada en el departamento de Aisne, en la región de Alta Francia.

## Demografía
| 1019 | 963 | 1973 | 2101 | 1915 | 1659 | 1831 |
| Para los censos de 1962 a 1999 la población legal corresponde a la población sin duplicidades (Fuente: INSEE [Consultar]) |     |      |      |      |      |      |